# Amt Rosenfeld
Das Amt Rosenfeld war ein württembergischer Verwaltungsbezirk, der ab 1758 als Oberamt Rosenfeld bezeichnet wurde. Sitz des Amtes war die Stadt Rosenfeld.

## Geschichte
Das Amt Rosenfeld ging zum größten Teil aus der Herrschaft Rosenfeld hervor, die die Grafen von Württemberg 1305 zunächst pfandweise und schließlich im Jahr 1317 käuflich von den Herzögen von Teck erwarben.
Zum Oberamt Rosenfeld gehörten im Jahr 1800 folgende Orte: Rosenfeld, Aistaig, Bergfelden, Bickelsberg, Brittheim, Flözlingen, Isingen, Leidringen, Renfrizhausen, Täbingen, Trichtingen, Vöhringen und Weiden. 1807 kamen Gößlingen und Rotenzimmern hinzu.
Das Oberamt Rosenfeld wurde im Jahr 1808 aufgelöst und die meisten Orte dem Oberamt Sulz inkorporiert.